# Giulia Gorlero
Giulia Gorlero, née le 26 septembre 1990 à Imperia, est une joueuse italienne de water-polo, gardienne de but du Waterpolo Messina.
C'est la gardienne de but titulaire de l'équipe nationale italienne qui remporte la médaille de bronze lors des Championnats du monde de natation de 2015 à Kazan, en étant invaincue de la compétition.